# Imperial March (Elgar)
Imperial March, Op. 32, è un brano per grande orchestra scritto dal compositore inglese Edward Elgar per celebrare il Giubileo di diamante della Regina Vittoria nel 1897.

## Storia
Nel 1896 l'editore Novello chiese ad Elgar di scrivere una "Marcia Imperiale" per l'occasione del Giubileo, nonché una cantata basata sulla storia di San Giorgio e il Drago. La prima esecuzione della marcia fu ad un concerto del Crystal Palace il 19 aprile 1897, diretto da August Manns. Fu suonato da bande in massa al Crystal Palace una settimana dopo, ad un Royal Garden Party il 28 giugno (l'anniversario effettivo dell'incoronazione della Regina), a un concerto di stato il 18 giugno e alla Albert Hall (dalla Royal Artillery Band ) il 24 ottobre. La musica suscitò una grande impressione come musica popolare per l'umore del pubblico in quel momento e fece conoscere il suo nome a Londra.

## Strumentazione
L'opera è scritta per un'orchestra composta da 2 flauti (2° raddoppia l'ottavino), 2 oboi, 2 clarinetti in si bemolle, 2 fagotti, controfagotto, 4 corni, 2 trombe in si bemolle, 3 tromboni, tuba, 3 timpani, percussioni (grancassa, piatti e rullante) e la sezione degli strumenti ad arco.

## Struttura
Pomposo 4/4 si bemolle maggiore
Brano 1. L'apertura, tranquilla e nobile, è sviluppata in un modo vivace e festoso:
Brano 2. Nella sezione centrale, in mi bemolle maggiore, i violini e i clarinetti introducono un nuovo tema per lo sviluppo:
Dopo la ricapitolazione del brano 1, il secondo porta alla coda, che utilizza principalmente il brano 1 e conclude magnificamente il lavoro.
Un'esecuzione richiede mediamente 5 minuti circa.